# Oberbaumbrücke
De Oberbaumbrücke is een brug over de Spree in Berlijn. De brug verbindt de wijken Kreuzberg en Friedrichshain en bestaat uit twee niveaus, een voor het autoverkeer en voetgangers en een voor de metrolijnen U1 en U3. Tijdens de deling van de stad vormde de Spree ter plaatse de sectorgrens en bestond er een grensovergang op de Oberbaumbrücke. De brug vormt het symbool van het Berlijnse district Friedrichshain-Kreuzberg.

## Geschiedenis
De eerste Oberbaumbrücke lag iets ten zuiden van het Spreeinsel en was onderdeel van de stadsmuur van Berlijn. In het midden van de brug bevond zich een smalle doorgang, waar tol geheven werd. 's Nachts werd deze doorgang afgesloten met een gespijkerde slagboom, de zogenaamde Baum (Duits voor "boom"). Terwijl zich in het westen van de stad de Unterbaum (nederslagboom, dat wil zeggen stroomafwaarts) bevond, was er stroomopwaarts van de Spree in het oosten van Berlijn de Oberbaum.
In 1732 werd de stadsmuur ten behoeve van stadsuitbreiding enige kilometers naar het oosten verplaatst en verrees er een nieuwe houten Oberbaumbrücke op de huidige locatie. In de eeuw die volgde nam het verkeer toe en voldeed de capaciteit van de brug steeds minder. Er ontstonden plannen voor de bouw van een nieuwe stenen brug voor zowel voertuigen en voetgangers als de door Siemens & Halske geplande eerste metrolijn in de stad.
De architect Otto Stahn ontwierp een neogotisch bakstenen bouwwerk met twee 34 meter hoge torens in het midden. De torens, gemodelleerd naar de Mitteltorturm in de stadsmuur van Prenzlau, zijn zuiver decoratief en herinneren aan de vroegere functie van de brug als waterpoort. Op de zuidoostzijde van de brug verrees een extra niveau ("een brug op de brug") waarover de metrotreinen zouden gaan rijden; de ruimte onder de sporen werd als voetgangerspromenade met kruisgewelven ingericht. De bouw van de nieuwe Oberbaumbrücke duurde van 1894 tot 1896.
Op 15 februari 1902 vond de openingsrit van de Berlijnse metro plaats en reed er voor het eerst een trein over de brug. De rit voerde van Potsdamer Platz naar Stralauer Tor, een metrostation dat zich direct aan de oostzijde van de brug bevond. Drie dagen later, op 18 februari, begon de reguliere dienst op de metrolijn.
Tijdens de Tweede Wereldoorlog werd de Oberbaumbrücke ernstig beschadigd door bombardementen. Bovendien beval Adolf Hitler de Wehrmacht op 23 april 1945 het middengedeelte van de brug op te blazen om de opmars van de Sovjettroepen te verhinderen. Het verwoeste metrostation Osthafen (voorheen Stralauer Tor) werd niet herbouwd.
Na de oorlog werd de brug provisorisch hersteld. Berlijn was inmiddels verdeeld in vier sectoren en de Oberbaumbrücke kwam op de grens van de Sovjet- en de Amerikaanse sector te liggen. Tot in de jaren 1950 konden motorvoertuigen, voetgangers, trams en metrotreinen de Oberbaumbrücke nog vrijelijk passeren, maar de bouw van de Berlijnse Muur leidde op 13 augustus 1961 tot de sluiting van brug. In 1963 werd op de Oberbaumbrücke een grensovergang voor voetgangers ingericht, die enkel door inwoners van West-Berlijn gebruikt mocht worden.
Na de val van de Muur in 1989 en de Duitse Hereniging werd de brug gerenoveerd. Tussen de torens op het midden van de brug werd voor de metro een nieuw stalen bruggedeelte van de hand van de Spaanse architect Santiago Calatrava gebouwd. Op 9 november 1994 ging de Oberbaumbrücke open voor voetgangers en het wegverkeer. Sinds 14 oktober 1995 rijdt ook de metro weer over de brug naar de Warschauer Straße. In de toekomst keert mogelijk de tram terug op de Oberbaumbrücke.
In 1996 schreef het Berlijnse stadsbestuur een prijsvraag uit voor de kunstzinnige markering van de zeven voormalige grensovergangen in de stad. De opdracht ging voor de Oberbaumbrücke naar de kunstenaar Thorsten Goldberg, die de installatie Stein-Papier-Schere ("steen-papier-schaar") ontwierp. Het werk bestaat uit twee ongeveer een meter grote neonlampen aan weerszijden van het nieuwe stalen middengedeelte van de brug. Iedere zes seconden laten de lampen twee elementen van het spel papier steen schaar zien, hetgeen de politieke willekeur ten aanzien van het immigratiebeleid uitbeeldt, zowel in het heden als tijdens de Koude Oorlog.
Sinds 1998 is de Oberbaumbrücke eens per jaar het toneel van de zogenaamde Wasserschlacht, een watergevecht tussen de inwoners van de in 2001 gefuseerde districten Kreuzberg en Friedrichshain.

## Foto's

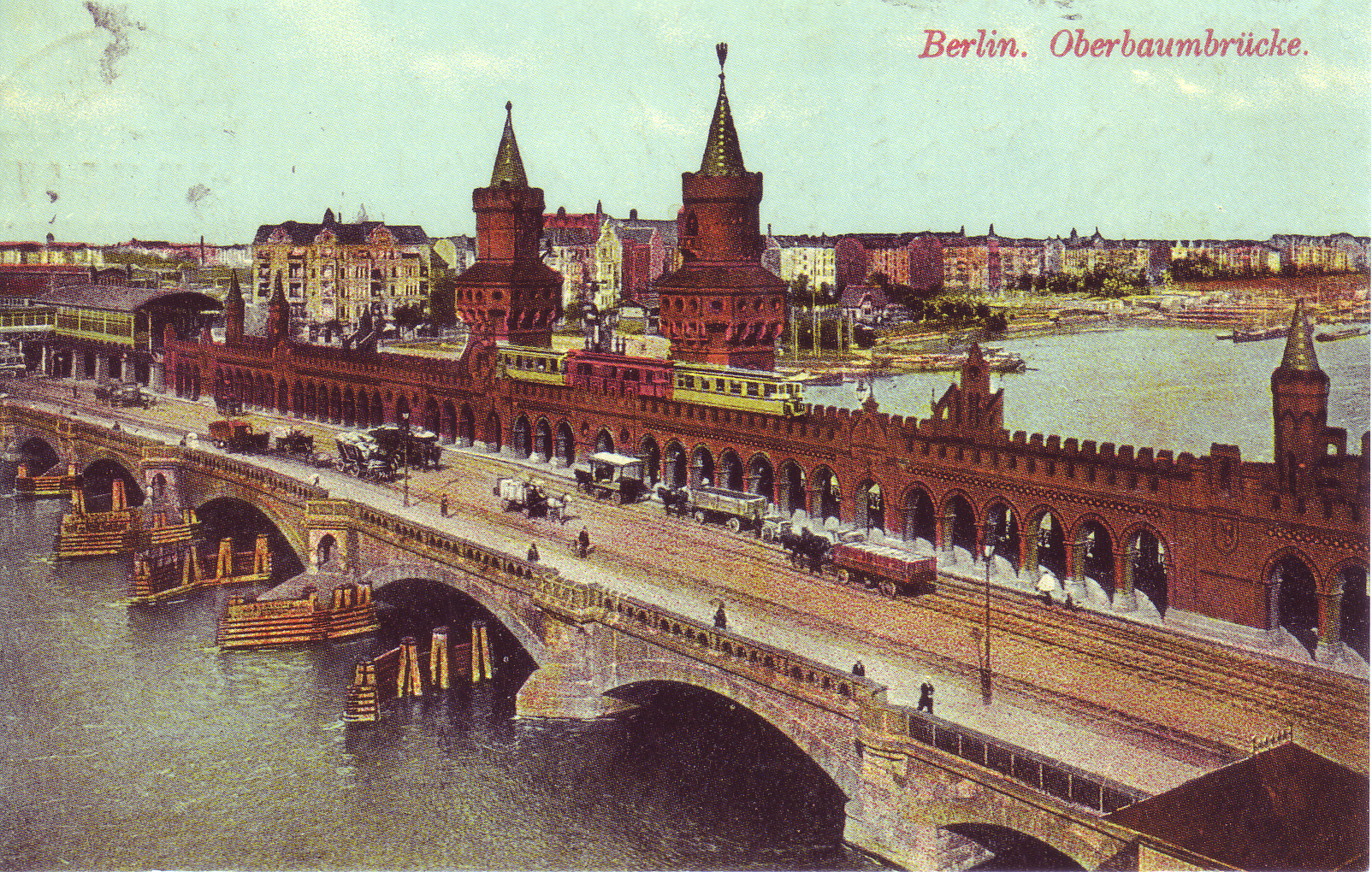
Oberbaumbrücke en metrostation Stralauer Tor rond 1900
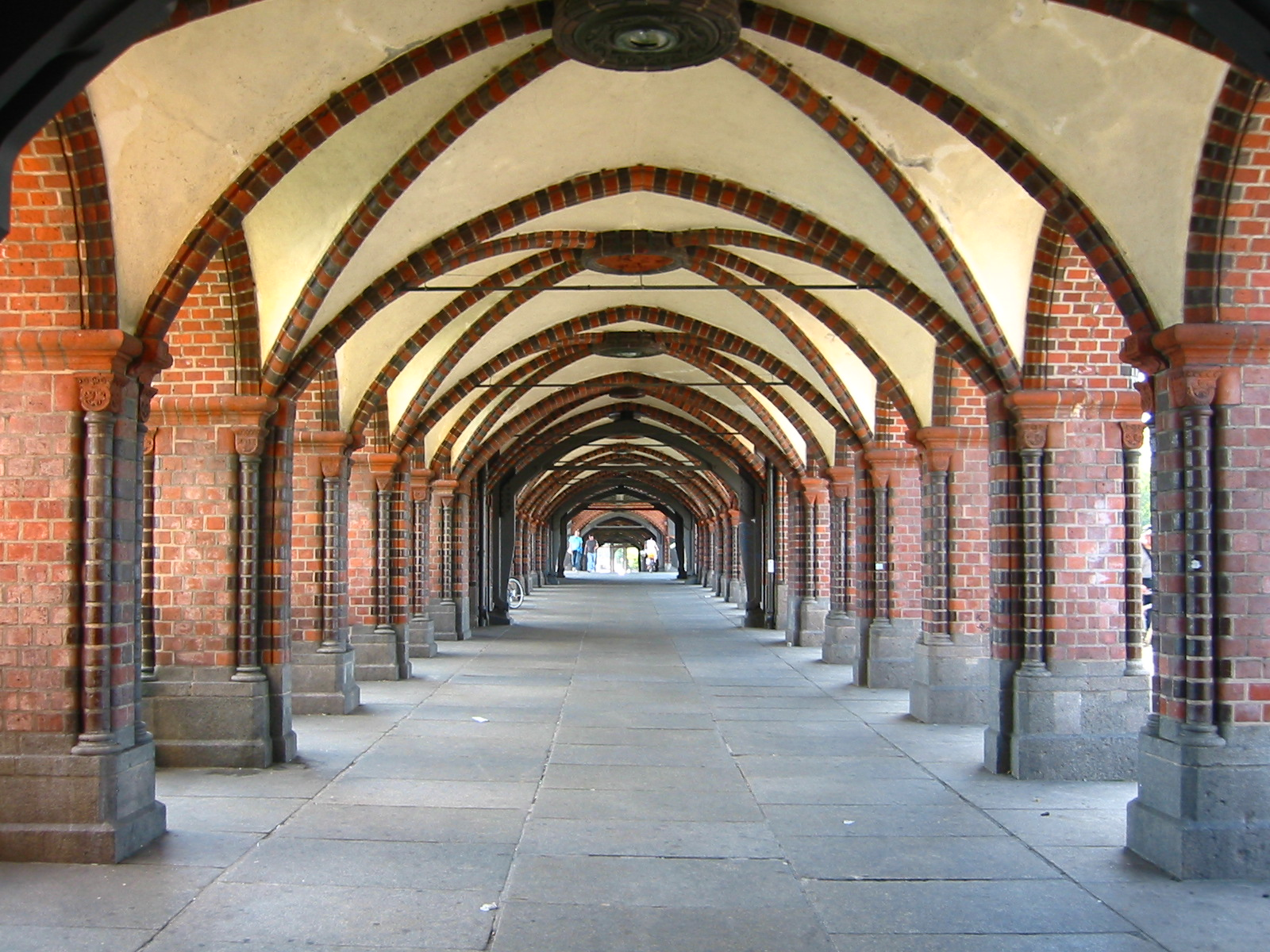
Voetgangerspromenade onder de metrosporen
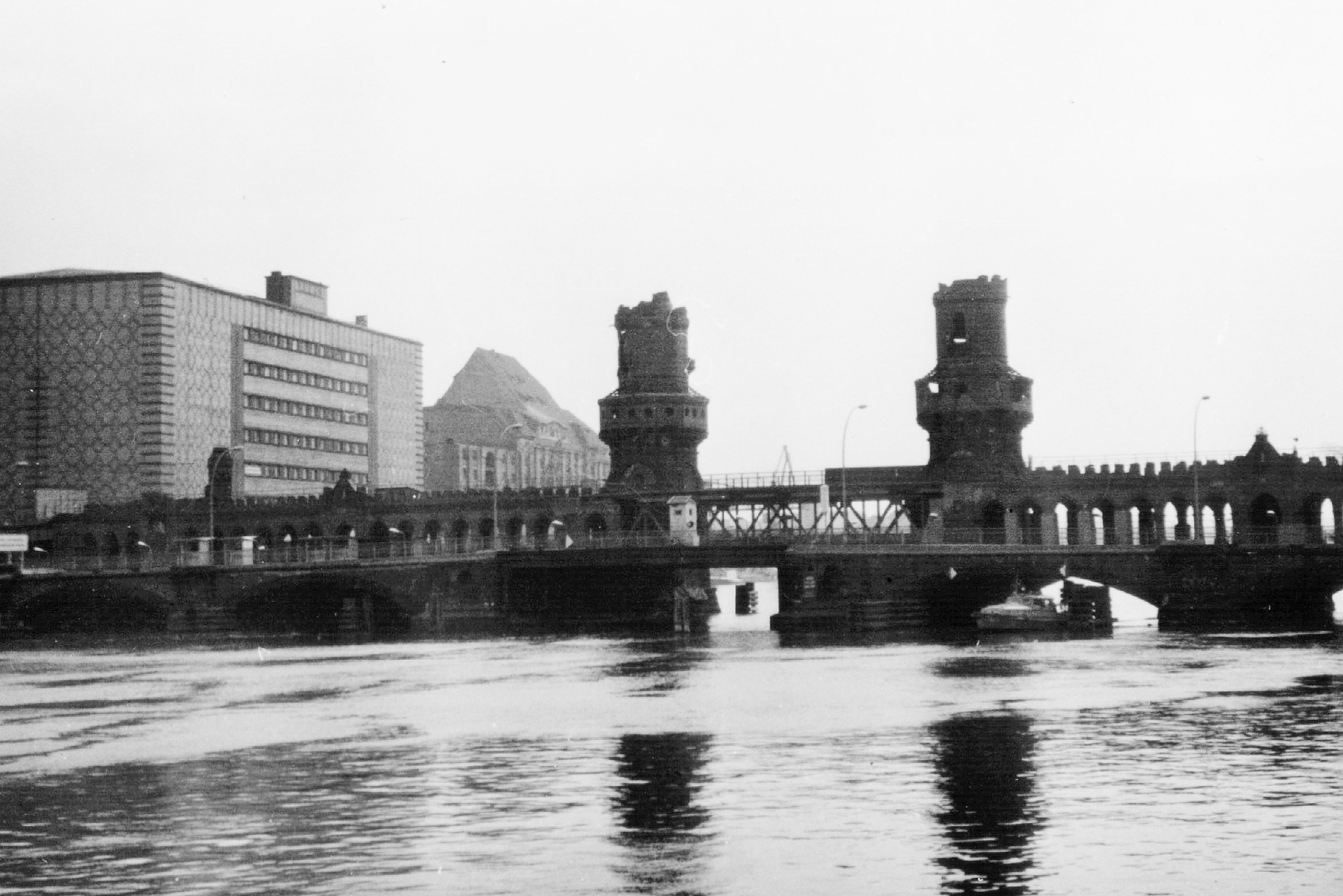
De vervallen brug in 1966
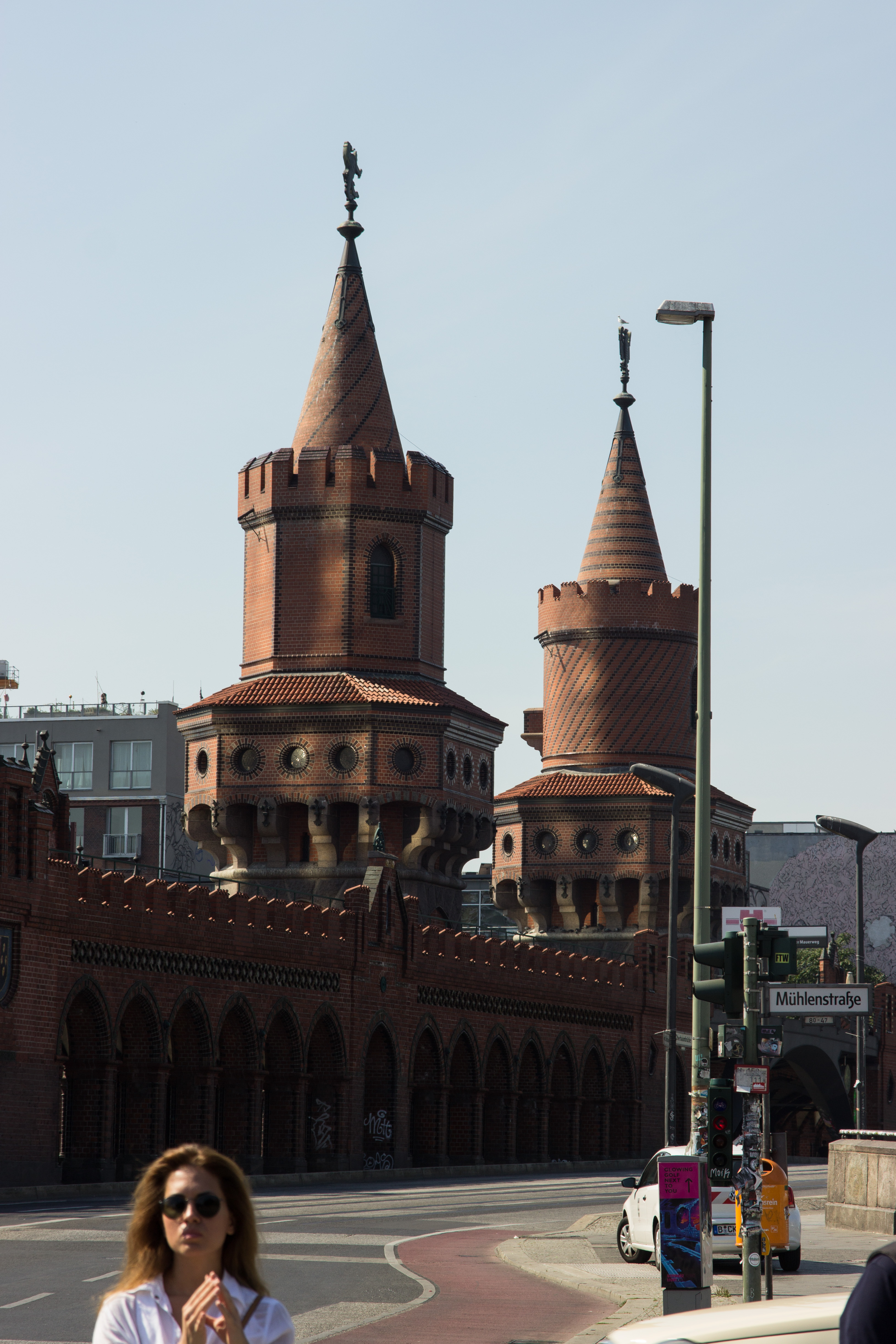
Oberbaumbrücke vanuit Friedrichshain